# Décret du 18 juin 1792
Décret du 15 juin 1791
Définition des conditions de rachats des droits seigneuriaux rachetables Décret du 20 août 1792
Définition des conditions de rachats des droits casuels rachetables
Par le décret du 18 juin 1792(nommé aussi décret des 18 juin-6 juillet 1792,),  l'Assemblée nationale a déterminé les conditions de rachats des droits féodaux considérés comme rachetables par le décret du 15 mars 1790. 

## Contexte

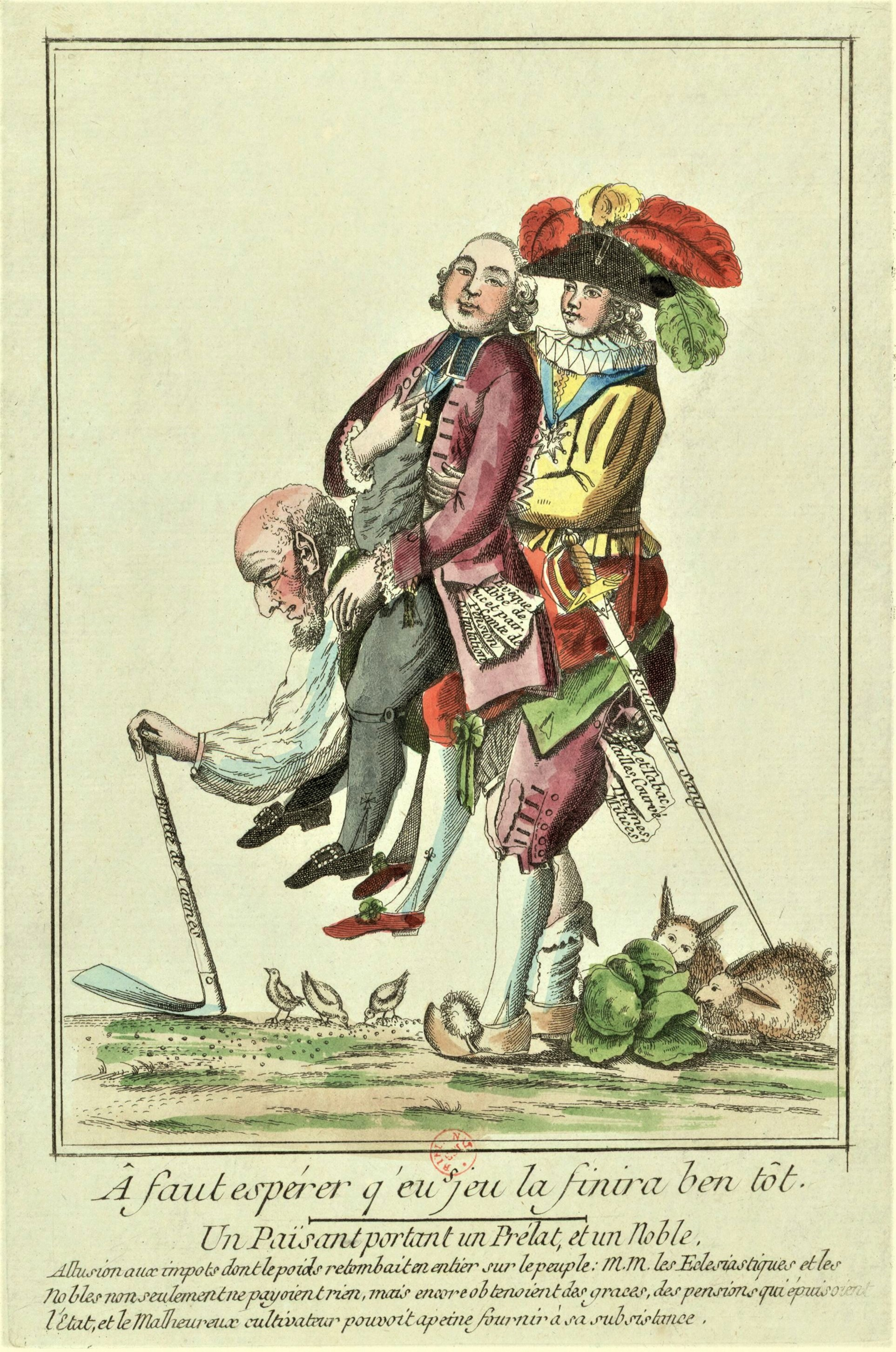
Eau-forte en couleur intitulée : « Â faut espérer q'eu s jeu la finira ben tôt »
Un païsan portant un Prélat et un Noble.
Allusion aux impôts dont le poids retombait en entier sur le peuple : M.M. les Eclésiastiques et les Nobles non seulement ne payoient rien, mais encore obtenoient des graces, des pensions qui épuisoient l'Etat et le Malheureux cultivateur pouvoit a peine fournir à sa subsistance.
Caricature anonyme, Paris, mai 1789

## Texte
Merci de procéder au transfert en conservant l'historique. 
Le décret est constitué de 7 articles : 

### Article 1er.
L'Assemblée nationale, dérogeant aux articles 1 et 2 du titre III du décret du 15 mars 1790, et à toutes lois à ce relatives, décrète que tous les droits casuels, soit censuels, soit féodaux, et tous ceux qui en sont représentatifs, continus sous les noms de quint, requint, treizième, lods et treizains, lods et ventes et issues, mi-lods, rachats, venterolles, reliefs, relevaisons, plaids, acapte, arrière-acapte, et autres droits casuels, sous quelque dénomination que ce soit, qui se percevaient à cause des mutations qui survenaient dans la propriété ou la possession d'un fonds sur le vendeur, l'acheteur, les donataires, les héritiers, et tous autres ayants cause du précédent propriétaire ou possesseur, sont et demeurent supprimés sans indemnité, à moins que lesdits droits ne soient justifiés par le titre primitif d'inféodation, d'acensement ou de bail à cens, être le prix et la condition d'une concession du fonds pour lequel ils étaient perçus, auquel cas lesdits droits continueront d'être perçus et d'être rachetables. 

### Article 2.
Tous les rachats des droits casuels non justifiés, ainsi qu'il est dit par l'article 1er, qui ne sont point encore consommés par le payement, cesseront d'avoir lieu, soit pour la totalité du prix, s'il est dû, soit pour ce qu'il en reste dû, encore qu'il y eût eu expertise, offre, accord ou convention; mais ce qui aura été payé ne pourra être répété. 

### Article 3.
Les ventes faites et les mutations survenues jusqu'au jour de la publication du présent décret, ne seront censées avoir donné ouverture auxdits droits casuels, qu'autant que la preuve imposée par l'article 1er, aux possesseurs de ces droits, aura été faite, sans néanmoins qu'il puisse y avoir lieu à aucune répétition contre eux, pour tous payements faits conformément aux lois préexistantes, et sans préjudicier aux facultés, actions et, indemnités réservées aux fermiers j contre les propriétaires desdits droits, conformément à l'article 37 du titre II du décret du 15 mars 1790, pour raison seulement des droits échus depuis le 4 août 1789, dont ils n'auraient pas reçu le payement. 

### Article 4.
Ceux qui ont acquis de la nation des droits abolis par le présent décret, sans mélange d'autres biens ou de droits conservés, ne pourront exiger d'autre indemnité que le remboursement des sommes par eux payées ; quant aux intérêts de ces sommes dues aux acquéreurs, il en sera fait compte, ainsi que des droits par eux perçus et dès rachats faits entre leurs mains, devant le directoire du district, contradictoirement avec le procureur syndic, pour être, le tout, compensé jusqu'à due concurrence; et l'excédent des intérêts ou des perceptions sera supporté, ainsi que de droit, soit par la nation, soit par les acquéreurs. 

### Article 5.
Il sera libre à ceux qui ont acquis de la nation quelques-uns des mêmes droits abolis par le présent décret, conjointement avec d'autres biens ou avec des droits conservés, de renoncer à leurs acquisitions ; et, dans ce cas, les sommes qu'ils auront payées leur seront aussi remboursées, et la compensation des intérêts sera faite comme il est dit dans l'article précédent; mais ils seront tenus de faire cette renonciation dans le mois qui suivra le jour de la publication du présent décret, au secrétariat du directoire du district de la situation desdits biens. 

### Article 6.
Ceux qui n'auront pas renoncé à leurs acquisitions dans le délai fixé Par l'article précédent, ne pourront plus y être admis ; ils ne pourront également prétendre à aucune indemnité, ni diminution de prix, à raison de la suppression des droits casuels compris dans les mêmes acquisitions. 

### Article 7.
Tous procès intentés et non décidés par jugement en dernier ressort avant la publication du pré sent décret, relativement auxdits droits casuels supprimés sans indemnité, par l'article 1er, ne pourront être jugés que pour les frais de procédures faites jusqu'à ce jour.

## Sources et références
1. 1 2  Geneviève Massa-Gille, Les rentes foncières sous le Consulat et l'Empire, Paris, Librairie Droz, 1975
2. ↑  Université de Perpignan, Abolition du régime féodal Les rentes foncières sous le Consulat et l'Empire., consulté le 16/11/2016
3. ↑  Jean-Baptiste Duvergier, Collection complète des lois, décrets d'intérêe général, traités internationaux, arrêtés, circulaires, instructions, etc, Volume 4, Paris, Recueil Sirey, 1834
4. ↑  Université Stanford, Archives numériques de la Révolution française Archives Parlementaires » Tome 45 : Du 9 au 30 juin 1792 » Séance du lundi 18 juin 1792, au matin » page 337, consulté le 16/11/2016